# Rival Sons
Rival Sons is een Amerikaanse rockband afkomstig uit Long Beach.

## Geschiedenis
Rival Sons is in Long Beach opgericht, waar zanger Jay Buchanan en drummer Michael Miley vandaan kwamen. In 2008 begonnen Scott Holiday, Jay Buchanan, Robin Everhart en Michael Miley samen te spelen. In 2009 besloten de vier muzikanten om samen de band Rival Sons te beginnen. Bij het bepalen van hun bandnaam had men verschillende namen bedacht. De naam Rival Sons is ontstaan door het combineren van delen van twee namen die ze eerder overwogen om te gebruiken.
In 2009 kwam hun eerste LP-album uit. In 2010 werd de EP Rival Sons uitgebracht. In juni 2011 werd hun tweede LP-album uitgebracht genaamd Pressure & Time. In 2011 speelden ze in Noord-Amerika en Europa, waaronder Rock Werchter en Bospop. De band speelde als voorprogramma bij de Britse tours van Judas Priest en Queensrÿche. In februari 2012 begon de band aan de opnames van hun derde album Head Down. Dit album werd uitgebracht in september 2012. In deze periode waren zij het voorprogramma van Kiss bij optredens in Italië en Zwitserland. In januari 2014 begon de band hun vierde album Great Western Valkyrie op te nemen, dat in juni 2014 werd uitgebracht. In oktober 2015 begonnen ze aan hun vijfde studioalbum Hollow Bones en dat album werd in juli 2016 uitgebracht. In 2016 en 2017 waren ze het voorprogramma van Deep Purple en Black Sabbath. In januari 2019 werd het album Feral Roots uitgebracht. De studioalbums van Rival Sons werden geproduceerd door Dave Cobb.

## Bandleden
Huidige Bezetting
- Jay Buchanan – zang, harmonica en gitaar (2009–heden)
- Scott Holiday – elektrisch gitaar en achtergrondzang (2009–heden)
- Mike Miley – drums (2009–heden)
- Dave Beste – basgitaar en achtergrondzang (2013–heden)

Voormalige leden
- Robin Everhart – basgitaar (2009–2013)

Ondersteuning tijdens tournees
- Todd Ögren – keyboard en achtergrondzang (2014–heden)

## Discografie
| Jaar | Titel                  | Details                                                        |
| ---- | ---------------------- | -------------------------------------------------------------- |
| 2009 | Before the Fire        | - Uitgebracht: Juli 2009 - Label: niet van toepassing          |
| 2010 | Rival Sons             | - Uitgebracht: Juni 2010 - Label: Earache                      |
| 2011 | Pressure & Time        | - Uitgebracht: Juni 2011 - Label: Earache                      |
| 2012 | Head Down              | - Uitgebracht: September 2012 - Label: Earache                 |
| 2014 | Great Western Valkyrie | - Uitgebracht: Juni 2014 - Label: Earache                      |
| 2016 | Hollow Bones           | - Uitgebracht: Juni 2016 - Label: Earache                      |
| 2019 | Feral Roots            | - Uitgebracht: Januari 2019 - Label: Low Country Sound/Elektra |
| 2023 | Darkfighter            |                                                                |